# Pirttisaari (ö i Södra Savolax, S:t Michel, lat 61,40, long 26,46)
Pirttisaari är en ö i Finland. Den ligger i sjön Ylä-Rieveli och i kommunen Pertunmaa i den ekonomiska regionen  S:t Michel och landskapet Södra Savolax, i den södra delen av landet, 160 km nordost om huvudstaden Helsingfors. Öns area är 5,3 hektar och dess största längd är 500 meter i nord-sydlig riktning.